# Lactobacillus farraginis
Lactobacillus farraginis è una specie di batterio appartenente alla famiglia delle Lactobacillaceae.